# Pupo Gimenez
Antônio Maria Pupo Gimenez (ur. 31 sierpnia 1931 w Presidente Alves, zm. 2 kwietnia 2016) – brazylijski trener piłkarski.

## Kariera trenerska
Pupo Gimenez swoją karierę trenerską rozpoczął od szkolenia młodzieży w klubie São Bento Marília w latach 50. Pracę w dorosłej piłce rozpoczął w występującym w drugiej lidze stanu São Paulo – Ourinhense Ourinhos w 1963. W latach 70. prowadził União Bandeirante Bandeirantes, Linense Lins i Marílii AC. W tym drugim klubie prowadził drużynę juniorów Marílii, z którą zdobył Copa São Paulo w 1979.
W latach 80. szkolił drużyny juniorskie Guarani FC i São Paulo FC. Epizodycznie pierwsze drużyny Guarani w 1983 i 1984 oraz Sampy w 1989 i 1990. W latach 90. prowadził krótko Bragantino Bragança Paulista i Corinthians São Paulo.
W 1995 Gimenez prowadził olimpijską reprezentację Brazylii na Igrzyskach Panamerykańskich. Na turnieju w Mar del Plata Brazylia okazała się w grupie eliminacyjnej lepsza od Kostaryki, Chile i Bermudów, lecz odpadła w ćwierćfinale z Hondurasem.